# Beast (Marvel Comics)
 For alternative betydninger, se Beast. (Se også artikler, som begynder med Beast)
Beast (Henry Philip "Hank" McCoy) er en mutant superhelt som er tilknyttet X-Men af Marvel Comics. Han var en af gruppens oprindelige fem medlemmer, og har siden sin debut gennemgået to yderligere drastiske mutationer.
På trods af sit primitive dyriske udseende er Beast højintilligent og har smag for fine vine og klassisk musik. Han er en af verdens førende forskere i biokemi og genetik, uddannet i lægevidenskab, og underviser i matematik og videnskab på Xavier Instituttet.